# Hippolyte Taine
Hippolyte Adolphe Taine (født 21. april 1828 i Vouziers, død 5. marts 1893 i Paris) var en fransk filosof, historiker og kritiker. Som tænker havde han stor teoretisk indflydelse på den franske naturalisme. Han var medlem af Académie française.
| filosofi | Spire Denne filosofiartikel er en spire som bør udbygges. Du er velkommen til at hjælpe Wikipedia ved at udvide den. |

1. ↑  Navnet er anført på fransk og stammer fra Wikidata hvor navnet endnu ikke findes på dansk.
2. ↑  Navnet er anført på engelsk og stammer fra Wikidata hvor navnet endnu ikke findes på dansk.
3. ↑  Navnet er anført på engelsk og stammer fra Wikidata hvor navnet endnu ikke findes på dansk.